# Comuna Bușcea, Zdolbuniv
Bușcea (în ucraineană Буща) este o comună în raionul Zdolbuniv, regiunea Rivne, Ucraina, formată din satele Borșcivka Druha, Borșcivka Perșa și Bușcea (reședința).

## Demografie
Componența lingvistică a comunei Bușcea
     Ucraineană (99,42%)
     Alte limbi (0,58%)
Conform recensământului din 2001, majoritatea populației comunei Bușcea era vorbitoare de ucraineană (99,42%), existând în minoritate și vorbitori de alte limbi.